# Sabina Valbusa
Sabina Valbusa (n. 21 ianuarie 1972, Verona, Italia) este o schioară de fond ce a reprezentat Italia, medaliată olimpică. A participat la 5 ediții ale Jocurilor Olimpice (1994, 1998, 2002, 2006, 2010) în care a câștigat o medalie de bronz.